# No Roots (EP Alice Merton)
No Roots è l'unico EP della cantante tedesca Alice Merton, pubblicato il 3 febbraio 2017.

## Tracce

### Edizione internazionale
1. No Roots – 3:55 (Alice Merton, Nicolas Rebscher)
2. Jealousy – 3:39 (Michelle Leonard, Alice Merton, Nicolas Rebscher)
3. Hit the Ground Running (single version) – 2:52 (Alice Merton, Laila Samuels, David Vogt)
4. Lie to My Face – 2:55 (Alice Merton, Nicolas Rebscher)

### Edizione USA
1. No Roots – 3:55
2. Lash Out – 3:14
3. Jealousy – 3:39
4. Hit the Ground Running (single version) – 2:52
5. Lie to My Face – 2:55

## Classifiche
| Classifica (2018) | Posizione massima |
| ----------------- | ----------------- |
| Stati Uniti       | 171               |